# VII. Orbán pápa
VII. Orbán (eredeti nevén: Giovanni Battista Castagna; Róma, 1521. augusztus 4. – Róma, 1590. szeptember 27.) a 228. római pápa 1590-ben.
A szigorú, hűvös logikával megáldott és gyakran kegyetlenséggel is illetett V. Sixtus pápa halála után igazi felüdülést jelentett Orbán trónra lépése. A rómaiak mindenképpen örültek az új egyházfőnek, hiszen az a város szülöttje volt. Orbán rendkívüli kormányzati tapasztalatokkal rendelkezett, jelleme és erkölcse minden szempontból megfelelt a jóságos egyházfő képének. De az adakozó, törődő pápa képe gyorsan elillant Rómából, ugyanis megválasztása után alig tizenkét napon belül meghalt. Ezzel az övé a pápaság történetének legrövidebb avagy második legrövidebb pontifikátusa, attól függően, hogy II. István pápa uralkodását hivatalosnak tekintjük-e.

## Ígéretes karrier
1521. augusztus 4-én született Rómában eredetileg Giovanni Battista vagy összevontan Giambattista Castagna néven. Apja, Cosimo Castagna genovai nemes volt, aki egy római nemes lányát, Costanza Riccit vette feleségül. Az ifjú pár az örök városban telepedett le, és hamarosan megszületett Giambattista nevű gyermekük. Mivel a kisfiú anyai nagybátyja a tekintélyes Jacovazzi bíboros volt, neveltetésében nem volt kérdéses az egyházi irányvonal és a kitűnő képzés. Jogot kezdett el tanulni Itália különböző egyetemein, és végül a civil (római) és kánonjogból Bolognában doktorátust szerzett. Tanulmányainak befejeztével Girolamo Verallo bíboros auditora lett, akit később datáriusként elkísért Franciaországba. Ettől kezdve neve bekerült a pápai kúria körforgásába.
Miután visszatért Itáliába, III. Gyula pápa egyrészt kiváló kapcsolatai, másrészt jogi zsenialitása miatt az Apostoli Signatura tagjává tette meg, majd 1553. március 1-jén Rossano érsekének szentelte fel. Március 30-án pappá, április 4-én pedig Verallo bíboros püspökké nevezte ki. Gyula 1555-ben Fano városának kormányzójává tette, IV. Pál uralkodása alatt pedig rövid ideig Perugia és egész Umbria pápai kormányzója lett. IV. Pius idején Giambattista pápai megbízottként a déli határvidékre utazott, hogy elsimítsa Terni és Spoleto határvitáját, amelynek sikere sokat lendített karrierjén. 1562-ben a tridenti zsinat pápai résztvevője volt. A reformzsinaton egyetlen évet töltött el, de ezalatt több kongregációnak és bizottságnak is az elnökévé nevezték ki.
Akárcsak elődjét, Giambattistát is kinevezték 1565-ben Boncompagni bíboros követségének kíséretébe, amelynek feladata egy spanyol érsek eretnekségének kivizsgálása volt. Giambattista életében ez az utazás sorsfordító volt, ugyanis a követség feladatának végezte után ő még további hét évet töltött II. Fülöp spanyol király udvarában, mint pápai nuncius. 1573 januárjában tért vissza Rómába, és önszántából lemondott Rossano székéről. XIII. Gergely a Velencei Köztársaság pápai nunciusává nevezte ki, majd 1577-ben Bologna kormányzójává tette. Egy évvel később Gergely Kölnbe küldte, rendkívüli meghatalmazottjaként, hogy ott képviselje a Szentszék álláspontját a II. Fülöp és a németalföldi provinciák között megkötendő békében. 1583. december 12-én Gergely presbiter bíborossá kreálta a San Marcello-templom címén. 1584-től pedig Bologna pápai legátusa lett. Gergely halála után a kiváló jogászként elismert Giambattista V. Sixtus udvarának egyik befolyásos tagja lett. 1586. november 19-én Sixtus főinkvizítorrá nevezte ki.

## Tiszavirág életű jóságos pontifikátus
Sixtus 1590. augusztus 27-én halt meg, és az előírt gyász betartását követően szeptember 7-én összeült a konklávé. A spanyol frakció hathatós támogatásával szeptember 15-én Giambattista Castagna bíborost választották meg egyházfőnek. Akkor még nem tudhatták, hogy Sixtus halála után egy hónappal már Castagna bíboros sem lesz az élők sorában. 
Megválasztása után Róma népét öröm töltötte el, és sokan bíztak abban, hogy az érsekként, kormányzóként és bíborosként is sokat bizonyított Castagna nem tér el korábbi nézeteitől. Giambattista a beiktatására készülve a VII. Orbán nevet választotta, ugyanis ez a név kedveset jelent latinul, és ezzel is jelezni akarta alattvalóinak elkövetkezendő pontifikátusának alapvető irányvonalát.
Egyik első hivatalos cselekedete az volt, hogy összeíratta Róma minden nélkülözőjét, és rendszeresen pénzt juttatott számukra. A központi kincstárból kiegészítette azoknak a bíborosoknak a jövedelmét is, akik rangjukhoz méltatlan keresettel rendelkeztek. A pápai állam több szegényét is kisegítette a kölcsönök visszafizetésében és utasította a római pékeket, hogy nagyobb kenyereket süssenek, amelyek plusz költségeit Orbán saját zsebéből finanszírozta. A római kúriában nem tűrte a fényűzést, így például megtiltotta kancellárjainak, hogy selyem köntöst viseljenek. Folytatta a Sixtus által megkezdett építkezéseket, nagyrészt azért, hogy a szegényebbeknek ezzel munkát biztosítson. Orbán nevéhez kapcsolódik a történelem legelső ismert olyan törvénye is, amely megtiltotta a dohányzást a közterületeken: bullájában egyházi átokkal fenyegetett mindenkit, aki templomok mellett vagy azokban dohányt fogyasztott akár rágva azt, akár pipában elszívva vagy orron keresztül felszívva. Bíborosi bizottságot hozott létre a datária megreformálására. Ellenezte a nepotizmus minden fajtáját, így megtiltotta, hogy bármelyik rokonának érdemek nélkül pozíciót adjanak a kúrián belül. Ennél tovább is ment, és megtiltotta az excellenciás cím használatát legközelebbi rokonainak, ami egészen Orbánig bevett gyakorlat volt.
De alig néhány nappal megválasztása után Orbán maláriával fertőződött meg. Az ágynak dőlt egyházfő egészségéért sokan imádkoztak, amin nem is lehet csodálkozni a pápa népszerű döntései után. Orbán súlyos betegsége ellenére tovább dolgozott, és folyamatosan tájékoztatta Rómát állapotáról. Át akart költözni a Quirinalison álló pápai palotába a jobb levegő miatt, de a hagyományok szerint a pápák nem mutatkozhattak Róma útjain koronázásuk előtt. Így aztán Orbán a Vatikánban maradt, és még beiktatása előtt, szeptember 27-én meghalt. Földi maradványait a Szent Péter-bazilika altemplomában helyezték nyugalomra egészen 1606. szeptember 22-éig, amikor csontjait átszállították a Santa Maria sopra Minerva-templomba, ahol méltó síremléket készíttettek tiszteletére.

## Művei
- Documenta Catholica Omnia (latin nyelven). Cooperatorum Veritatis Societas. (Hozzáférés: 2011. december 6.)